# モリサワ
株式会社モリサワ（英: Morisawa Inc.）は、大阪市に本社を置き、DTP用フォントや、組版ソフトウェア、オンデマンド印刷機などを開発・販売している企業。はじめて日本語PostScriptフォントを開発した会社であり、日本国内のフォント市場でトップシェアを誇る。手動写植機のメーカーとして創業し、電算写植機も手掛けた。

## 歴史

### 創業から電算写植時代
創業者は森澤信夫。石井茂吉と共に「写真植字機研究所（のちの写研）」を設立、エンジニアとして初期の写研機の開発を支えた。のちに森澤は同社を退社（意見の違いが原因といわれる）、1948年、独自に「写真植字機製作株式会社」として創業したのが、現在のモリサワ（1971年に社名変更）である。本社は大阪市浪速区（創業時の本社は大阪市西成区）、最高経営責任者（CEO）兼代表取締役会長は森澤嘉昭（創業者の次男）、最高執行責任者（COO）兼代表取締役社長は森澤彰彦。
手動写植機の時代には「書体の写研・機械のモリサワ」と呼ばれ、市場において第2位の位置を占め、時代が電算写植に移ってもその地位を保った。写研よりも独自開発の書体の種類は少なかった。
電算写植では、完全に独自仕様に基づいたシステムを開発した写研に対し、モリサワはライノタイプと提携してその技術をベースとしたシステムを開発し、これが後の書体オープン化の布石となった。
1984年からは、3年に1回「国際タイプフェイスコンテスト モリサワ賞」を開催するなど、日本の書体設計を牽引する存在である。一時期モリサワによるコンテストは休止していたが、2012年には「タイプデザインコンペティション 2012」が実施された。これらのコンテストで入賞した書体の一部は、後にモリサワからリリースされている。

### DTP化を積極的推進
MacintoshによるDTPの波がやって来た時、写研は方針により書体をオープンにせずに独自路線を歩んだが、ここでモリサワはアドビと提携し、Macintosh用フォントとして自社の書体を販売する道を選んだ。当初は社内外から懐疑的な声も多く、またフォントのスタンダードの地位をめぐってはさまざまな戦いがあったが、1990年代を通じて同社の書体は、DTPにおけるデファクトスタンダードとして盤石の基盤を築くとともに、手動写植時代には年商ベースで業界トップであった写研を抜き去り、業界首位となっている。
2002年からOpenTypeフォントをリリースし、いわゆる次世代DTPへの布石を打っている。これにより、Windows環境でも同社の人気ある書体が使用できるようになった。Windows上で同社の書体を使いたいという需要も多く、ViewフォントというWindows用ATMフォントも販売していた。これはプリンタのCIDフォントを指定する専用のスクリーンフォントであったが、意図的に輪郭線のサンプリング品質を落としたため、非PSプリンタで出力すると粗い密度の印字物しか得られなかった。また、MacintoshのPSフォントとの文字セットの違いや欧文数字のグリフの違いなど互換性が高いとは言えなかった。現在はそういった欠点などすべてがOpenTypeフォントで包括できることから、同社ではViewフォントの販売は終了、OpenTypeに移行している。
電子書籍市場の拡大、スマートデバイスの普及に鑑み、電子書籍へのオーサリングツールや印刷用データの電子配信、多言語フォントを用いた多言語配信といった分野にも参入している。

### PostScriptフォントの変遷
日本語PostScriptフォントは、当初OCF形式のものが販売されていた。これは1バイトの欧文PostScriptフォントを多数積み重ねた構造をしていたため、処理が重いなどの問題があり、のちに構造を簡素化するなどの対処でこれを改善したCID形式のフォントが販売された。しかし同社のCIDフォントは、OCFフォントとPostScript名が同一だった。そのため新旧のフォントを混在させるとさまざまな問題が生じた。同社としては、ユーザーがインストールしているOCFフォントをすべてCIDフォントに置き換えれば問題ないとして有料アップグレードを推奨していたが、買い替えは進まなかった。
そういった問題点を解消するため、モリサワは仕様を一部改訂した「New-CIDフォント」をリリースした。これはフォント名の先頭にA-CIDと付けることでOCFフォントと区別し共存できるようにしたほか、アウトライン抽出も可能とするなど改善が加えられている。そのため、同社のPostScriptフォントには「OCF」「CID (旧CID)」「New-CID」の3種類が存在する（ただし、Illustratorのバージョンによっては各フォントを同時に使用していると区別がつかない場合もある）。また、それぞれの商品を販売する段階で、アウトラインデータのバグ補修／同一文字コードにおける字形の変形（字体変更のほか、エレメントの微調整も含む）を行っており、互換性が完全同一とは言い難い側面もある。

### M&Aと協業
2010年4月にタイプバンクを子会社化（2017年9月1日に吸収合併）、2011年10月にはリョービイマジクスよりフォント事業譲渡を受ける、2013年9月30日にリムコーポレーションを子会社化、2019年3月に字游工房を子会社化するなど、同業企業のM&Aにも積極的になっている。
2021年1月18日、写研とOpenTypeフォントの共同開発で合意に至った。石井茂吉と森澤信夫が邦文写真植字機の特許の共同申請をした100周年にあたる2024年から順次リリース予定である。

## 現行のフォント製品とライセンス

### パッケージ
MORISAWA Font Select Pack (1 / 3 / 5) / PLUS
1 / 3 / 5はライセンス数を表し、その分だけモリサワフォント和文総合書体を選んでインストールできる。
PLUSは、かな書体・欧文書体・数字書体・記号書体専用のパッケージで5ライセンス。
MORISAWA Font OpenType 基本7書体パック
リュウミン L-KL、太ミンA101、見出ミンMA31、中ゴシックBBB、太ゴB101、見出ゴMB31、じゅん 101。採用している文字セットは「Adobe-Japan1-4 (Pro)」準拠。
上記以外にも多種多様なパッケージフォントがラインアップされていたが、いずれも終売・サポート終了済みである。

### 年間ライセンス
MORISAWA PASSPORT / MORISAWA PASSPORT ONE / MORISAWA PASSPORT アカデミック版(学生・教職員向け)
2005年に開始した年間契約フォントライセンスサービス。2020年11月時点では、モリサワフォントのほか、タイプバンクフォントの一部書体、字游工房の現行全書体、ヒラギノフォント、昭和書体5書体が提供される。

### モリサワの主な日本語書体
| - リュウミン - 黎ミン - 太ミンA101 - 見出ミンMA1 - 見出ミンMA31 - 秀英明朝 - 秀英初号明朝 - 凸版文久明朝 - 凸版文久見出し明朝 - 光朝 - A1明朝 - きざはし金陵 - しまなみ - 新ゴ - ゴシックMB101 - A1ゴシック - 中ゴシックBBB - 太ゴB101 - 見出ゴMB1 - 見出ゴMB31 - 秀英角ゴシック金 - 秀英角ゴシック銀 - 凸版文久ゴシック - 凸版文久見出しゴシック - くれたけ銘石 | - じゅん - 新丸ゴ - ソフトゴシック - 秀英丸ゴシック - フォーク - 丸フォーク - カクミン - 解ミン - はせミン - モアリア - シネマレター - トーキング - タカハンド - タカリズム - タカポッキ - タカモダン - 竹 - トンネル - 明石 - 徐明 - かもめ龍爪 - みちくさ - 那欽 - 武蔵野 - くもやじ | - ハルクラフト - プリティー桃 - ぺんぱる - はるひ学園 - すずむし - うたよみ - はせ筆 - 黒曜 - 剣閃 - 小琴 - 正楷書CB1 - 新正楷書CBSK1 - 欧体楷書 - 楷書MCBK1 - さくらぎ蛍雪 - 教科書ICA - 角新行書 - 錦麗行書 - 隷書E1 - 隷書101 - 陸隷 - 勘亭流 - ひげ文字 - エムニュースエム - エムニュースジー | - 毎日新聞明朝 - 毎日新聞ゴシック - 秀英3号 - 秀英5号 - 秀英四号かな - 秀英四号太かな - 秀英アンチック - アンチックAN - ネオツデイ - ハッピーN - わんぱくゴシックN - タイプラボN - はせトッポ - 墨東N - ゼンゴN - 丸ツデイ - 丸アンチック - カモレモン - カモライム - キャピーN - ららぽっぷ - ほなみ |

### 韓国語書体
- 中明朝HAB1
- 中明朝HAB31
- 太ゴシックHA1
- 太ゴシックHA101
- 活字体HA301
- 見出ミンHMA1
- 見出ミンHMA31
- 細ゴシックHBC501
- ゴシックHBC1
- 中ゴシックHBB1
- 太ゴHB1
- 見出ゴHMB1
- 見出ゴHMB31
- ファンゴディックHBDB1

## 主な写植書体
ウェイト分けは「細／→／太（／→装飾系）」とする。

また日活書体や岩田書体、モトヤ書体などは含まない。

| - 細明朝体AC1 - 中明朝体ABB1 - 中明朝体かなABB1001 - 太明朝体かなA31 - テレビ太明朝体TA1 - 見出明朝体かなMA131 - リネア - 太アンチック体HF10 - 民友社かな書体 （明朝系・ゴシック系） - MO-GAN - アロー4 - ミヤケ・アロー - アローM 無印／ライン／ラインシャドウ - 新聞明朝体新A1 - 新聞明朝体新A101 - 新聞明朝体新A201 - 細ゴシック体BC501 - 細ゴシック体BC31 - 太ゴシック体B1 - テレビ太ゴシック体BT1 | - じゅんゴシック No.1／2／3／4 - ツデイ （総合書体） L／R／M／B - アローG 5／無印／スペシャル／ライン／ラインシャドウ - 中丸ゴシック体BDB1 - 太丸ゴシック体BD1 - 太丸ゴシック体BD101 - 見出丸ゴシック体MBD31 - 見出丸ゴシック体MBD101 - 見出し丸ゴシック体MBD501 - じゅん KL 101／201／34／501 - じゅん ライン - アローR 無印／ライン／ラインシャドウ／ステンシル - 新正楷書体かなCBSK31 - 楷書体CBR1 - 行書体1 - 行書体101 - 若松行書体 細／太 - 若松隷書体 - 中印篆 - 古印体 | - コマーズ L - フライト - トーク - OH No.1／2／3／4 - アローエース M1／3 - キダかな - ビッグ |

## 代表的な写植、電算写植、組版編集機
(一部)
- MC-1
- MC-2
- MD
- MD-T　(テレビテロップ用)
- MC-6
- MC-58
- ROBO15XY
- ROBO-STATION
- MC-2001
- MC-100
- MC-P
- ライノトロン
- MK-110
- MK-300
- MK-300P
- MK-500
- MK-700
- RISAWORD
- MC-B2
- MVP
- MC-Smart

## 発行物、関連出版物など
- 沢田玩治『写植に生きる森澤信夫』モリサワ、2000年
- 藤田栄一編『写植に生き、文字に生き : 森澤親子二代の挑戦』ベンチャーコミュニケーションズ、1999年
- 馬渡力『写真植字機五十年』モリサワ、1974年
- 森澤信夫『写真植字機とともに三十八年』 モリサワ写真植字機製作所、1960年
- たて組ヨコ組 … 企業広報の季刊誌。1983年から2002年まで発行された[9]。全国書誌番号:00056279。
- 人間と文字 … 1999年のCD-ROM（廃盤）。人類が生んだ200を超える文字の歴史を地域や時代ごとに豊富な図版と映像で解説し、文字学の基礎を学ぶことができるインタラクティブコンテンツ。
- フォント男子！ … モリサワが協力したフォント擬人化漫画。

## TOKYO2020オフィシャルサポーター
2018年12月、2020年東京オリンピック・パラリンピックのオフィシャルスポンサー契約締結を発表、2019年2月に発表されたTOKYO2020公式フォントの開発を手掛けた。
また2015年から続く日本パラスポーツ協会や日本車いすバスケットボール連盟への協賛など、障がい者スポーツの支援に力を入れている。例えば、車いす陸上競技の佐藤友祈は、モリサワとプロ契約している。